# (866) Fatme
(866) Fatme (1917 BQ) – planetoida z pasa głównego asteroid okrążająca Słońce w ciągu 5,53 lat w średniej odległości 3,13 au. Została odkryta 25 lutego 1917 roku w Landessternwarte Heidelberg-Königstuhl, w Heidelbergu przez Maxa Wolfa. Nazwa pochodzi od Fatime, bohaterki opery Abu Hassan Carla Marii von Webera.